# André Tubeuf
Pour les articles homonymes, voir Tubeuf.
André Louis Yves Tubeuf est un écrivain, philosophe et critique musical français, né le 18 décembre 1930 à Izmir, en Turquie, et mort le 26 juillet 2021 à Paris (17e arrondissement).

## Biographie

### Formation et débuts de carrière
Condisciple à Beyrouth de Salah Stétié et de Robert Abirached, il vient à Paris après la guerre et effectue sa khâgne au lycée Louis-le-Grand, où il se lie avec Dominique Fernandez, Michel Deguy, Jacques Derrida et son cousin Pierre-Jean Remy.
En 1950, reçu à l'École normale supérieure, rue d'Ulm, il goûte d'abord l'enseignement de Michel Alexandre, lui-même élève d'Alain, puis celui de Louis Althusser et de Maurice Merleau-Ponty. Il est alors très proche de son quasi-condisciple Gérard Granel.
En 1951, avec Maurice Clavel, il traduit Électre de Sophocle pour Silvia Monfort.
Agrégé de philosophie, il enseigne cette matière en classe de philosophie puis de première supérieure au lycée Fustel-de-Coulanges de Strasbourg, de 1957 à 1992.
En 1972, il entre au ministère de la Culture au cabinet Jacques Duhamel, pour s'occuper des questions musicales ; expérience reconduite, en 1975, dans le cabinet de Michel Guy.

### L'écrivain
À partir de 1976, il collabore principalement au magazine Le Point, mais aussi à l’Avant Scène Opéra, Harmonie et Lyrica, puis Diapason enfin Classica. À quoi s'ajoutent d'innombrables conférences (dont sept à Salzbourg dans le cadre du festival) et autant d'émissions radiophoniques.
Après Romain Rolland, André Suarès et Vladimir Jankélévitch, dont il fut l'élève, il a renouvelé le genre de la littérature musicale en France, échappant au genre romanesque, sans pour autant verser dans la musicologie.
Outre ses essais sur Mozart, Ludwig van Beethoven, Richard Wagner, Giuseppe Verdi, Richard Strauss et le lied, il a écrit parmi les meilleurs portraits de ses amis Elisabeth Schwarzkopf, Dietrich Fischer-Dieskau, Claudio Arrau, Hans Hotter, Rudolf Serkin, Arthur Rubinstein, Régine Crespin, Daniel Barenboim, Dinu Lippati ou Cecilia Bartoli. Il a écrit un Dictionnaire amoureux de la musique, paru chez Plon (2012), où l'on retrouve également quelques-uns de ces portraits.
André Tubeuf meurt le 26 juillet 2021 à Paris, à l'âge de 90 ans,. Il est inhumé au cimetière Nord de Strasbourg.
Quelques mois après sa disparition, Actes Sud publie son dernier essai sur un compositeur (Schubert. L'ami Franz) et la fin de son cycle autobiographique (Avoir vingt ans, et commencer).

## Distinctions
- Commandeur de l'ordre national du Mérite (2009)[15]
- L’Académie française lui a décerné en 2009 son Prix de l'Essai[16].
- L'Académie française lui décerne le prix de la critique en 2018 pour l’ensemble de son œuvre.

## Ouvrages
- Le Chant retrouvé, Fayard, 1979
- Wagner & Bayreuth : cent ans d'images 1876-1976, J.-C. Lattès, 1981
- Les Enfants dissipés, roman, Gallimard, 1987
- Wagner, le chant des images, « L'opéra des images », Chêne, 1993
- Le Lied allemand : poètes et paysages, Paris, François Bourin, 1993, 537 p. (ISBN 2-87686-141-0, OCLC 299444867, BNF 35575034)
- La Callas, « Mémoire des Stars », Assouline, 1999
- Damiel ou les Indifférents, roman, Albin Michel, 2000
- Appassionata (portrait du pianiste Claudio Arrau), NiL, 2003
- Richard Strauss ou le Voyageur et son ombre, biographie, « Classica », Actes Sud 2004
- Les Autres Soirs, avec Elisabeth Schwarzkopf, Tallandier, 2004
- Mozart, chemins et chant, biographie, « Classica », Actes Sud, 2005
- Divas, livre avec CD, Assouline, 2005
- L'Offrande musicale, portraits et essais, « Bouquins », Robert Laffont, 2007
- La Quatorzième Valse, roman, « Classica », Actes Sud, 2008
- Les Amours du poète, La Pionnière, 2008
- Beethoven, biographie, « Classica », Actes Sud 2009, prix de l'essai de l’Académie française 2009[4]
- Verdi, de vive voix, biographie, « Classica », Actes Sud, 2010
- Hommage à Régine Crespin, avec Christophe Ghristi, Actes Sud/Opéra de Paris, 2010
- L’Opéra de Vienne, Actes Sud, 2010
- Les Ballets russes, Assouline, 2011
- Le Lied, Actes Sud, 2011
- Dictionnaire amoureux de la musique, Plon, 2012
- Je crois entendre encore…, Plon, 2013
- Hommages, Actes Sud, 2014
- Adolf Busch, le premier des justes, Actes Sud, 2015
- L’Orient derrière soi, Actes Sud, 2016
- Bach ou le Meilleur des mondes, Le Passeur Éditeur, 2017[17],  (ISBN 978-2-36890-507-4)
- Rudi. La Leçon Serkin, Actes Sud, 2019
- Mozart, le visiteur, Papiers Musique, 2019
- Les Années Louis-le-Grand, Actes Sud, 2020
- Platon, de plain-pied, Les Belles Lettres, 2020
- L'Embarcadère, Le Passeur, 2021
- Schubert. L'ami Franz, Actes Sud, 2021
- Avoir vingt ans, et commencer, Actes Sud, 2021